# Malte Heim
Malte Heim (geboren 1940 in Köln) ist ein deutscher Schriftsteller und Übersetzer. Er ist bekannt als Autor von Science-Fiction-Erzählungen und des SF-Romans Das Ende des Sehers, der 1984 für den Kurd-Laßwitz-Preis nominiert war.

## Bibliografie
Roman
- Das Ende des Sehers. Corian (Neue deutsche Science Fiction), 1983, ISBN 3-89048-104-3.

Kurzgeschichten
- Die Schatulle. In: Wolfgang Jeschke (Hrsg.): Science Fiction Story Reader 16. Heyne (Heyne Science Fiction & Fantasy #3818), 1981, ISBN 3-453-30720-8.
- Substanzverlust. In: Thomas Le Blanc (Hrsg.): Canopus. Goldmann (Goldmann Science Fiction #23391), 1981, ISBN 3-442-23391-7.
- Das Ökoid. In: Wolfgang Jeschke (Hrsg.): Science Fiction Story Reader 17. Heyne (Heyne Science Fiction & Fantasy #3860), 1982, ISBN 3-453-30746-1.
- Kloniade. In: H. J. Alpers (Hrsg.): Kopernikus 6. Moewig (Moewig Science Fiction #3575), 1982, ISBN 3-8118-3575-0.
- Kintopp. In: Wolfgang Jeschke (Hrsg.): Science Fiction Story Reader 18. Heyne (Heyne Science Fiction & Fantasy #3897), 1982, ISBN 3-453-30820-4.
- Die Zukunft des Menschen im All. In: Wolfgang Jeschke (Hrsg.): Heyne Science Fiction Magazin 2, 1982, ISBN 3-453-30755-0.
- Die Entfernung von der Erde. In: H. J. Alpers (Hrsg.): Metropolis brennt!. Moewig (Moewig Science Fiction #3591), 1982, ISBN 3-8118-3591-2.
- Hochzeit in der Fremde. In: Herbert W. Franke (Hrsg.): SF international III. Goldmann (Goldmann Science Fiction #23412), 1982, ISBN 3-442-23412-3.
- Der neue Budd. In: H. J. Alpers (Hrsg.): Kopernikus 9. Moewig (Moewig Science Fiction #3618), 1983, ISBN 3-8118-3618-8.
- Du hast mich erhöht, als ich am schwächsten war. In: Horst Pukallus (Hrsg.): Der zweite Tod. Heyne (Heyne Science Fiction & Fantasy #4009), 1983, ISBN 3-453-30946-4.
- Der Geruch der Zeit und der Geschmack des Lebens. In: Ronald M. Hahn (Hrsg.): Welten der Wahrscheinlichkeit. Ullstein (Ullstein Science Fiction & Fantasy #31061), 1983, ISBN 3-548-31061-3.
- United Nations im Orbit. In: H. J. Alpers (Hrsg.): Science Fiction Almanach 1984. Moewig (Moewig Science Fiction #3628), 1983, ISBN 3-8118-3628-5.
- Invasion. In: H. J. Alpers (Hrsg.): Kopernikus 11. Moewig (Moewig Science Fiction #3637), 1984, ISBN 3-8118-3637-4.
- Die Tsantsakultur oder Die kleinen Wahlhelfer. In: H. J. Alpers (Hrsg.): Science Fiction Almanach 1985. Moewig (Moewig Science Fiction #3656), 1984, ISBN 3-8118-3656-0.
- Das Realictim. In: H. J. Alpers (Hrsg.): Kopernikus 13. Moewig (Moewig Science Fiction #3684), 1985, ISBN 3-8118-3684-6.
- Das Medium tötet die Botschaft. In: H. J. Alpers (Hrsg.): Science Fiction Almanach 1986. Moewig (Moewig Science Fiction #3690), 1985, ISBN 3-8118-3690-0.
- Der Mensch im Zeitalter seiner technischen Reproduzierbarkeit. In: Wolfgang Jeschke (Hrsg.): Entropie. Heyne (Heyne Science Fiction & Fantasy #4255), 1986, ISBN 3-453-31236-8.
- Die Schmarotzer. In: Herbert W. Franke (Hrsg.): Kontinuum 2. Ullstein (Ullstein Science Fiction & Fantasy #31124), 1986, ISBN 3-548-31124-5.

Übersetzungen (Auswahl)
Hier nur die Übersetzungen aus dem belletristischen Bereich. Neben diesen übersetzte Heim eine große Anzahl von Sachbüchern.
- Vera Chapman: Die drei Demoiselles.
  - 1 Der grüne Ritter. Heyne-Science-fiction & Fantasy #4078, 1984, ISBN 3-453-31042-X.
  - 2 Die Rückkehr des Lichts. Heyne-Science-fiction & Fantasy #4079, 1984, ISBN 3-453-31053-5.
  - 3 König Artus’ Tochter. Heyne-Science-fiction & Fantasy #4080, 1984, ISBN 3-453-31102-7.
- Marion Zimmer Bradley: Der Bronzedrache. Heyne-Science-fiction & Fantasy #4144, 1984, ISBN 3-453-31111-6.
- Sydney J. Van Scyoc: Sternenseide : Fantasy-Roman. Heyne-Science-fiction & Fantasy #4164, 1985, ISBN 3-453-31120-5.
- Mary Gentle: Goldenes Hexenvolk : Fantasy-Roman. Heyne-Science-fiction & Fantasy #4268, 1985, ISBN 3-453-31267-8.
- Frena Bloomfield: Dunkelwelt-Legenden.
  - 1 Die Drachenpfade. Heyne-Science-fiction & Fantasy #4333, 1986, ISBN 3-453-31344-5.
  - 2 Die Himmelsflotte von Atlantis. Heyne-Science-fiction & Fantasy #4334, 1986, ISBN 3-453-31345-3.
- Alan Dean Foster: Shadowkeep – das dunkle Land : Fantasy-Roman : Das Buch zum Computerspiel Shadowkeep. Heyne-Science-fiction & Fantasy #4268, 1987, ISBN 3-453-00412-4.
- Peter Tate: Grünsucher : Ein ökologischer Fantasy-Roman. Hrsg. und mit einem Nachwort von Michael Nagula. Sammlung Luchterhand #786, 1987, ISBN 3-472-61786-1.
- Carl Hiaasen: Miami Morde. Bastei-Lübbe-Taschenbuch #13183, 1989, ISBN 3-404-13183-5.
- mit Inge Holm: Loren D. Estleman: Whiskey river : Ein Thriller aus Detroit. Bastei-Lübbe-Taschenbuch #13358, 1991, ISBN 3-404-13358-7.
- Graham Joyce: Traumland : unheimlicher Roman. Bastei-Lübbe-Taschenbuch #13824, 1996, ISBN 3-404-13824-4.
- Ann Rule: Eine Rose für ihr Grab. Bastei-Lübbe-Taschenbuch #13764, 1996, ISBN 3-404-13764-7.
- Carl Hiaasen: Dicke Fische. Goldmann TB #43989, 2002, ISBN 3-442-43989-2.